# Chthonius persimilis
Chthonius persimilis är en spindeldjursart som beskrevs av Beier 1939. Chthonius persimilis ingår i släktet Chthonius och familjen käkklokrypare. Inga underarter finns listade i Catalogue of Life.